# 卡捷里尼夫卡 (薩爾內區)
51°12′46″N 26°37′36″E / 51.21278°N 26.62667°E
卡捷里尼夫卡（烏克蘭語：Катеринівка），是烏克蘭的村落，位於該國西北部羅夫諾州，由薩爾內區負責管轄，始建於1857年，面積0.4平方公里，海拔高度155米，2001年人口797，人口密度每平方公里2,002.5人。